# Drehbuchwerkstatt München
Drehbuchwerkstatt München (z niem. Warsztat scenariuszy w Monachium) – dwunastomiesięczny, bezpłatny dla uczestników, program rozwojowy dla autorów scenariuszy finansowany przez Hochschule für Fernsehen und Film München, we współpracy z Bawarską Kancelarią Państwową i stacją Bayerischer Rundfunk. Funkcjonuje od 22 maja 1989. Następcą prowadzącego, Wolfganga Längsfelda, jest obecnie Martin Thau.

## Realizacja
Co roku na tak zwany „rok scenariusza” z ponad stu aplikantów zostaje wybranych dziesięciu autorów według poziomu ich zdolności. Uczestnicy pracują nad rozwojem umiejętności dramaturgicznych, językiem filmowym oraz uczą się produkcji filmu i zapoznają się z prawem medialnym. Opiekunowie i wszyscy uczestnicy spotykają się regularnie, aby omówić przebieg i postępy w pracy. Każdy uczestnik tworzy pod indywidualną opieką „gotowy do kręcenia” scenariusz, który zostaje zaprezentowany w ramach Międzynarodowego Festiwalu Filmowego w Monachium producentom i dziennikarzom. Uczestnicy mogą otrzymać stypendium na dofinansowanie kosztów utrzymania na czas trwania Warsztatu Scenariuszy w Monachium. Pierwsze stypendium otrzymał Peter Renz w 1989.
Na zakończenie dziesiątej edycji (1998/1999) Drehbuchwerkstatt München ufundował po raz pierwszy własne wyróżnienie – nagrodę w wysokości 3000 euro sponsorowaną przez Tankreda Dorsta. Nagroda za scenariusz Drehbuchwerkstatt München od tego momentu zostaje przyznawana absolwentom co roku. Na dwudziestolecie powstania Warsztatów, Bayerischer Rundfunk wyprodukowała DVD Ohne Buch kein Film (dosł. Bez książki nie ma filmu) – hasło to było motywem przewodnim dla młodych scenarzystów.

## Absolwenci
Wśród absolwentów znajdują się osiągający sukcesy filmowcy, twórcy telewizyjni czy pisarze, jak np. Friedrich Ani, Philip Gröning, Tanja Kinkel, Susanne Schneider (Solo für Klarinette), Bernd Lichtenberg, Daniel Speck, Karin Michalke (trylogia Beste Zeit/Beste Gegend/Beste Chance, Räuber Kneißl), Sylke Rene Meyer czy Stefanie de Velasco. Do 2017 roku nakręcono 25 filmów powstałych na podstawie scenariuszy stworzonych w ramach Warsztatów Scenariuszy w Monachium. Spośród nich nagrody filmowe lub telewizyjne zdobyły obrazy:
- Susanne Schneider za Fremde, liebe Fremde (dosł. Obcy, kochani obcy), Nagroda Adolfa Grimma, 1991
- Monika Bittl za Sau sticht (dosł. Ukłucie świni), Nagroda publiczności czasopisma Bild + Funk za 1995 oraz Bayerischer Fernsehpreis w 1996
- Hans-Christian Schmid za 23 (23 – Nichts ist so wie es scheint), Niemiecka nagroda filmowa oraz Filmband in Silber, 1999
- Franziska Buch za Znikaj stąd! (Verschwinde von hier), Nagroda Maxa Ophülsa, 2000
- Ariela Bogenberger za Marias letzte Reise (dosł. Ostatnia podróż Marii), Nagroda Adolfa Grimma, 2005
- Nana Neul za Mein Freund aus Faro (Mój przyjaciel z Faro), Nagroda Maxa Ophülsa, 2008
- Florian David Fitz za Vincent chce nad morze (Vincent will Meer) (Bambi, jak i bawarska nagroda telewizji, również w 2010; Najlepszy Film niemiecki, 2011)[6]